# Стокке
Стокке (норв. Stokke) — коммуна в губернии Вестфолл в Норвегии. Административный центр коммуны — город Стокке. Официальный язык коммуны — букмол. Население коммуны на 2007 год составляло 10 540 чел. Площадь коммуны Стокке — 118,38 км², код-идентификатор — 0720.

## История населения коммуны
Население коммуны за последние 60 лет.

Статистика коммуны Стокке